# Bíceps braquial
Para outros significados, veja bíceps.
O bíceps brachii ou bicípite braquial está localizado no braço. O termo bíceps brachii é uma frase em latim que significa "duas cabeças de um braço", em referência ao fato de que o músculo consiste em duas estruturas com um ponto de inserção comum próximo ao cotovelo. O bíceps braquial tem diversas funções, as mais importantes sendo a de flexionar o cotovelo e a de girar o antebraço.
O bíceps braquial é um dos músculos mais conhecidos do corpo, já que ele aparece superficialmente, e frequentemente está bem definido mesmo em pessoas que não são atletas. O músculo é popular entre os fisiculturistas, podendo aumentar consideravelmente de tamanho com o treino de pesos.

## Anatomia
Proximalmente, a cabeça curta do bíceps braquial se fixa ao processo coracóide da escápula. O tendão da cabeça longa passa dentro do ligamento capsular na cabeça do úmero e insere-se na escápula no tubérculo supraglenoidal.
Distalmente, o bíceps braquial se fixa na tuberosidade do osso rádio, e devido ao poder de rotação deste osso, o bíceps braquial também faz a supinação o antebraço. O bíceps braquial também se conecta com a fáscia do antebraço, pela aponeurose do músculo bíceps braquial.
Dois músculos se localizam próximos ao músculo bíceps braquial, numa posição mais profunda. São o músculo coracobraquial e o músculo braquial, que se conecta à ulna e ao úmero.

### Músculos que se originam noprocesso coracóidedaescápula
- Músculo peitoral menor
- Músculo coracobraquial
- Cabeça curta do bíceps braquial

## Funções
O biceps é tri-articulado, significando que trabalha através de três junções.  Essas articulações suas ações associadas são as seguintes:
- Junção do Ombro (junção glenohumeral) - flexão (leva o braço para cima devido a um movimento para frente)
- Junção do Cotovelo - flexão
- Junção Radioulnar Proximal - supinação do antebraço

As mais importantes destas funções é a de flexionar o cotovelo e de supinar o antebraço.

### Supinação
| |
| Um exemplo de antebraço flexionado na posição "pronada"; com o bíceps braquial parcialmente contraído.   |
| |
| Um exemplo de antebraço flexionado na posição "supinada"; com o bíceps braquial completamente contraído. |

Uma das principais funções do bíceps braquial é permitir a supinação do antebraço, o que significa permitir que o antebraço, e consequentemente a mão, sejam girados. Isto também tem sido observado através do uso de estimulação funcional elétrica que significa estimular eletricamente impulsos usados dentro do sinapses, e permitir moviemento delicado em pacientes com paralisia.
Também foi provado através de diversos testes de estimulação muscular em grupo, que a supinação do antebraço com um exercício isométrico com uma isometric fita contribui para fechar grip allows for close and normal-grip bench press exercises to have a much more profound effect on the biceps brachii and the clavicular portion of the pectorialis major.[carece de fontes?]
Originalmente a supinação do antebraço era atribuída como a função do músculo braquioradial. Entretanto, a ideia original do bíceps atuando como um supinador foi colocada por Leonardo da Vinci, numa série de ilustrações anotadas entre 1505 e 1510 (referido como período milanês); nas quais o princípio do bíceps como supinador, bem como o seu papel na flexão do cotovelo, foi imaginado. Contudo, esta função permaneceu por descobrir pela comunidade médica, uma vez que Da Vinci não era considerado um professor de anatomia, e os seus resultados não foram publicados.
Foi em 1713, que este movimento foi redescoberto por William Cheselden, e subsequentemente espalhado para a comunidade médica, sendo reescrito diversas vezes por diferentes autores desejando apresentar a informação para diferentes públicos. No entanto, a expansão mais notável dos registos de Cheselden foi conseguida pory Guillaume Duchenne em 1867 em um jornal chamado Fisiologia do movimento (Physiology of Motion), que até hoje é uma das maiores referências sobre a ação supinadora do músculo bíceps braquial.

## Treinamento
- Rosca bíceps

Existem diversos exercícios para treinar o músculo bíceps braquial, todos dos quais consistem em movimentos de rosca.
Eles incluem:
- Rosca direta
- The Wide Barbell Curl
- The Straight Bar Curl
- The Dumbell Curl
- Rosca alternada no banco
- The Seated Dumbell Curls
- The Cable Curl

Treinar o músculo grande dorsal também atua no treinamento do bíceps braquial devido à mesma escala do movimento, você não tem que trabalhar o braço superior para fora muito, porque está sendo usado quase toda a hora.

## Imagens adicionais

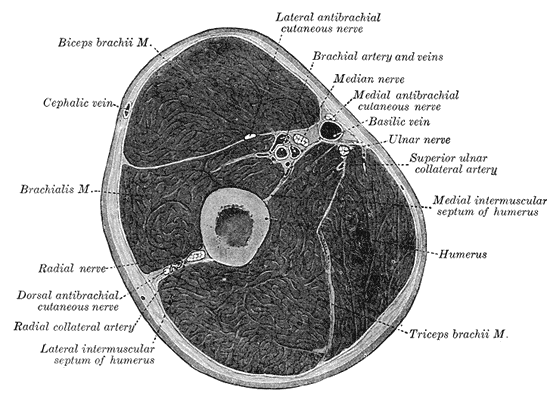
Secção transversal no meio do braço.
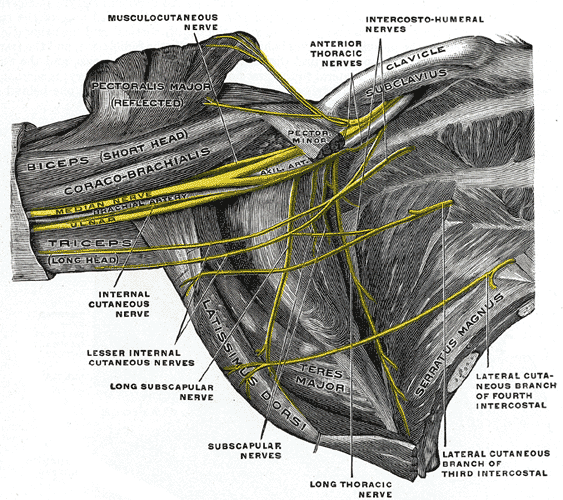
O plexo braquial direito na fossa axilar; visto de frente e por baixo.
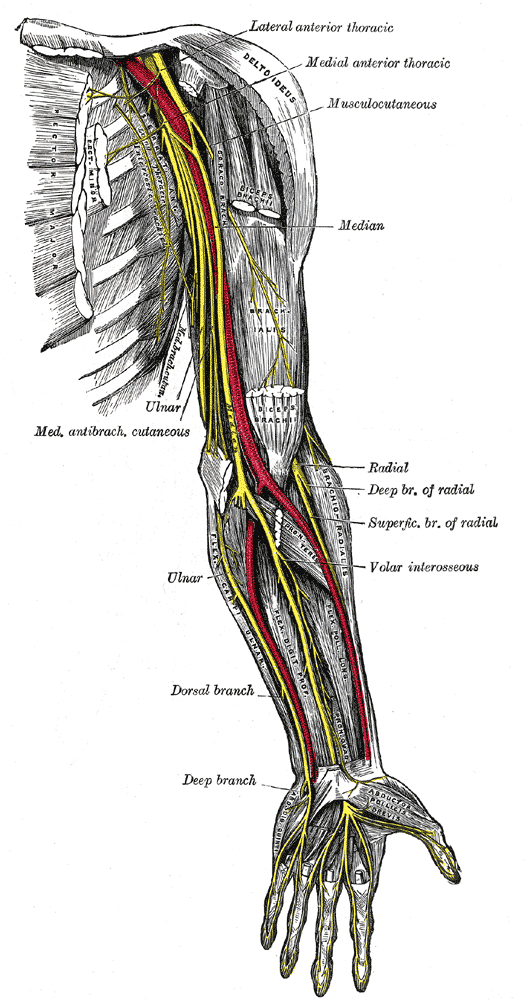
Nervos do membro superior esquerdo.